# Байганино
Байганино — деревня в Альменевском районе Курганской области. Входит в состав Шариповского сельсовета.

## История
До 1917 года входила в состав Катайской волости Челябинского уезда Оренбургской губернии. По данным на 1926 год деревня Байганина состояла из 73 хозяйств. В административном отношении входила в состав Кулсаринского сельсовета Катайского района Челябинского округа Уральской области.

## Население
| 1834 | 1866 | 1891 | 1900 | 1916 | 1926 | 1989 |
| ---- | ---- | ---- | ---- | ---- | ---- | ---- |
| 212  | ↗234 | ↗475 | ↘295 | ↗412 | ↘328 | ↘263 |
| 2002 | 2010 |      |      |      |      |      |
| ↘200 | ↘192 |      |      |      |      |      |

По данным переписи 1926 года в деревне проживало 328 человек (160 мужчин и 168 женщин), в том числе: башкиры составляли 100 % населения.